# 田美人 (晋废帝)
田氏（4世纪?—371年），晋废帝司马奕的妃子，封为美人。她和另外一名美人孟氏共生了三个男孩。
371年权臣桓温欲废皇帝司马奕立威，但是司马奕为人慎重，没有罪过可举，只有利用床笫之事进行诬陷。于是就说：“皇帝早有阳痿，不能人道。三个皇子都是他的男宠相龙、计好、朱灵宝等和美人田氏、孟氏所生，将建储立王，倾移皇基。”派人将谣言往民间四处散布，一时官民纷纷议论此事。
十一月，桓温策动褚太后以此谣言为理由废黜了司马奕。十一月十九日，桓温杀掉了司马奕的三个儿子和他们的母亲田美人、孟美人。